# カール・ローヴ
カール・クリスチャン・ローヴ（Karl Christian Rove、1950年12月25日 - ）は、アメリカ合衆国の政治コンサルタント。ジョージ・W・ブッシュ政権において次席補佐官、大統領政策・戦略担当上級顧問を務めた。
ホワイトハウスにおいて数々の役職を兼ねていたことやその権力の強さから、ディック・チェイニーとともに「影の大統領」、或いは「カール国王」などと呼ばれていた。
2007年8月31日付でホワイトハウスにおける全ての役職を辞任、ホワイトハウスを去った。

## 生い立ち
1950年、5人兄弟のうちの3番目の子としてアメリカ合衆国コロラド州の州都デンバーに生まれる。父は鉱物地質学者、母は贈物店の店長であった。9歳の時点でリチャード・ニクソンへの支持を表明するなど、政治に対する関心の目覚めは早かった。
1965年、家族でユタ州のソルトレイクシティに移る。その後オリンパス高校に入学。
政治活動への接触は1968年からのことで、高校の上級議長を務めていたウォレス・ベネット（元上院議員）の再選運動などに加わった。
1969年の秋にはユタ大学に入学。専攻は政治学。奨学金を得ながら大学で学ぶ傍ら、社交団体パイ・カッパ・アルファに加わる。学内の政治学会を通してユタ共和党へのインターンシップの機会を得る。イリノイ州に赴き、ラルフ・タイラー・スミスの上院への再選運動に加わるなどその活動は活発なものであった。
1969年には両親が離婚し、父親が家族のもとを離れていった。直後に叔父・叔母の話をきっかけとして、その父親が実の父親ではなかったことを知ったという。兄弟のうちの幾人かとは腹違いであった。本当の父に会うのは40歳になってからである。

## 政治活動家としての本格的始動
1971年6月にユタ大学を中退すると、共和党全国学生委員会の重要な立場である執行部局長に就任。ジョージ・ハーバート・ウォーカー・ブッシュと出会うのは1973年のことである。
1978年から翌年にかけて争われたテキサス州知事選挙に際しての彼の活動は、まさに彼の政治活動家としての頭角を如実に現した出来事であった。共和党のビル・クレメンツ候補を強力に援護、その結果は実に1世紀にわたって民主党の牙城であったテキサス州の政治状況に大きな風穴を開けるに至った。共和党テキサス州知事クレメンツの誕生である。

## ブッシュ父子の参謀へ
幾多の政治活動を重ねるなか、1980年、ジョージ・H・W・ブッシュのもとに雇い入れられ大統領選に関する運動などに関わる。ブッシュが副大統領に就任した1981年には、テキサス州に政治コンサルティングの事務所を開設している。
1993年にはその息子ジョージ・W・ブッシュのテキサス州知事選出馬に際してこれに助言者として深く関与。以後上級顧問として国政に深く関与してゆく。

## ミット・ロムニー陣営に参画
2012年夏、大統領選挙にて、ロムニー陣営に参加し、選挙参謀に就任。

## 備考
- ノルウェー系アメリカ人。
- 大学はユタ大学のほかテキサス大学やジョージ・メイソン大学等にも入学、在籍を経験しているが、最初に入学したユタ大学を含めて、全て中退という結果に終わっている。
- 1981年、30歳のときに、母がネバダ州のリノで自殺している。
- 2007年3月28日にワシントンD.C.で行われたRTCA Dinnerでは、司会をつとめたコメディアンのブラッド・シャーウッドとラップを披露した。